# Belocephalus davisi
Belocephalus davisi är en insektsart som beskrevs av Rehn, J.A.G. och Morgan Hebard 1916. Belocephalus davisi ingår i släktet Belocephalus och familjen vårtbitare. Inga underarter finns listade i Catalogue of Life.